# Луцій Ліциній Мурена
Луцій Ліциній Мурена (лат. Lucius Licinius Murena; 105 до н. е. — 22 до н. е.) — політичний, державний та військовий діяч Римської республіки, консул 62 року до н. е.

## Життєпис
Походив з роду нобілів Ліциніїв. Син Луція Ліцинія Мурени, претора 88 року до н. е. Про молоді роки немає відомостей.
У 85 році до н. е. під час Першої Мітридатової війни очолив римські війська після самогубства легата Гая Флавія Фімбрії. Сприяв перемозі Луція Корнелія Сулли в Азії. У 83—81 роках перебував у провінції Азія, де керував його батько. У цей час тривала друга війна з Мітридатом VI Евпатором, царем Понту.
У 75 році до н. е. як легат бере участь у Третій Мітридатовій війні. У 70 році до н. е. Луцію Ліцинію Мурені доручено завершити облогу міста Амасія (сучасний Самсун, Туреччина).
У 65 році до н. е. став претором. Під час своєї каденції влаштував пишні ігри для народу. У 64 році до н. е. призначається пропретором провінції Нарбонська Галлія. Тут заслужив повагу місцевого населення своєю неупередженістю, чесністю та доброю вдачею.
У 63 році до н. е. його обрано консулом на 62 рік до н. е. разом з Децимом Юнієм Сіланом. Проте був звинувачений у підкупі виборців. Його з успіхом захистили Цицерон, Красс й Гортал. Ставши консулом разом із колегою, провів закон стосовно опублікування законів протягом 3 нундін та зберігання копій усіх законодавчих актів у скарбниці (lex Junia Licinia).
Під час громадянської війни між Гаєм Юлієм Цезарем та Гнеєм Помпеєм Великим у 49—45 роках до н. е. залишався у Римі. Згодом відійшов від політичних справ. Помер у 22 році до н. е.